# Coco Huemer
Pour les articles homonymes, voir Huemer.
Coco Huemer (née le 24 septembre 1993 à Vienne) est une actrice autrichienne.

## Biographie
Coco Huemer est la fille du metteur en scène et réalisateur Peter Ily Huemer (de). Ses premières expériences théâtrales l'amènent à participer à diverses productions du Wiener Kindertheater (de). En 2007, elle est la plus jeune nommée pour un Undine Award (de).

## Filmographie
Cinéma
- 2006 : Trois jours à vivre
- 2008 : Echte Wiener – Die Sackbauer-Saga
- 2011 : Nobody (court métrage)
- 2013 : Blutgletscher

Télévision
- 2005 : Mein Mörder (de)
- 2005 : Larmes d'avenir
- 2005 : Les Chroniques de Polly
- 2006 : Das Traumhotel – Afrika
- 2006 : Lilly Schönauer – Liebe gut eingefädelt
- 2008 : SOKO Donau – Verlorene Jugend
- 2009 : Schnell ermittelt - Herta Weissenberger
- 2010 : Der Winzerkönig (2 épisodes)
- 2010 : Vitásek? (de) (série)
- 2011 : Alexandra : Disparue (TV)
- 2012 : SOKO Kitzbühel – Tod im Internat